# Rafał Rocki
Rafał Rocki (ur. 13 czerwca 1976 w Elblągu) – polski niepełnosprawny rugbysta i lekkoatleta. Występuje w klasyfikacji F52.

## Życiorys
W 1999 roku uległ wypadkowi podczas spotkania towarzyskiego w Krynicy Morskiej. Wykonując salta na poduszce powietrznej, jedno z nich nie do końca się udało, przez co złamał kręgosłup wskutek upadku na tę poduszkę. Konsekwencją był paraliż wszystkich kończyn.
Po wypadku zaczął trenować rugby na wózkach. Wtenczas prowadził również piekarnię, którą odziedziczył po ojcu.
W 2019 roku wystąpił na mistrzostwach świata w lekkoatletyce osób niepełnosprawnych w Dubaju. W zawodach rzutu dyskiem (F52) zajął szóste miejsce, uzyskując w drugiej kolejce wynik 17,53 m.

## Wyniki
Rugby
| Rok  | Zawody             | Miejscowość | Pozycja    |
| ---- | ------------------ | ----------- | ---------- |
| 2010 | Mistrzostwa świata | Vancouver   | 8. miejsce |
| 2013 | Mistrzostwa Europy | Antwerpia   | 9. miejsce |
| 2017 | Mistrzostwa Europy | Koblencja   | 5. miejsce |
| 2019 | Mistrzostwa Europy | Vejle       | 8. miejsce |

Lekkoatletyka
| Rok  | Zawody             | Miejscowość | Konkurencja        | Wynik | Pozycja    |
| ---- | ------------------ | ----------- | ------------------ | ----- | ---------- |
| 2019 | Mistrzostwa świata | Dubaj       | Rzut dyskiem (F52) | 17,53 | 6. miejsce |